# Porsangerfjord
Der Porsangerfjord (nordsamisch: Porsáŋgguvuotna) ist ein Fjord im Norden Norwegens in der Provinz Finnmark. Er ist bei einer Breite von etwa 10 bis 20 km rund 123 Kilometer lang und damit der längste Fjord Nordnorwegens und der viertlängste Fjord Norwegens. Östlich der Insel Magerøya mündet der Porsangerfjord in die Barentssee. Im Osten wird der Fjord von der Sværholt-Halbinsel begrenzt.
An der Fjordküste liegen unter anderem die Gemeinden Nordkapp und Porsanger sowie mehrere Fischerdörfer. Außerdem verläuft die am Nordkap endende Europastraße E69 direkt an der Westküste des Porsangerfjords entlang.
An seinem südlichen Ende wird der Fjord durch eine Halbinsel in einen westlichen Arm – Vesterbotn (Leavdnjavuotna) mit dem Seitenfjord Brennelvfjorden (Lavttevuotna) – und in einen östlichen
Arm – Østerbotn (Soggovuotna) – aufgespalten.
Die Lachs-Flüsse Børselva, Lakselva und Stabburselva münden in den Fjord.